# Władimir Goworow
Władimir Leonidowicz Goworow (ros. Владимир Леонидович Говоров, ur. 18 października 1924 w Odessie, zm. 13 sierpnia 2006 w Moskwie) – radziecki dowódca wojskowy, generał armii (1977), Bohater Związku Radzieckiego (1984).

## Życiorys
Syn wybitnego dowódcy Leonida Goworowa (pochowanego w kolumbarium na Placu Czerwonym). Uczestnik II wojny światowej.
Od 1942 żołnierz Armii Czerwonej, 1943 ukończył kurs w szkole artylerii w Riazaniu, od października 1943 brał udział w walkach wojny z Niemcami, na Froncie Leningradzkim był dowódcą plutonu i dowódcą baterii artyleryjskiej.
W 1946 skończył wyższą szkołę artylerii. Od 1946 członek WKP(b), w 1949 ukończył studia w Akademii Wojskowej im. Frunzego, a w 1963 Wojskową Akademię Sztabu Generalnego Sił Zbrojnych ZSRR. 
Od 1953 dowódca pułku zmechanizowanego 11 Armii Nadbałtyckiego Okręgu Wojskowego, od września 1955 szef sztabu dywizji zmechanizowanej, od września 1958 dowódca dywizji w Grupie Wojsk Radzieckich w Niemczech, od września 1963 szef sztabu 2 Armii Pancernej, od 1967 dowódca tej armii. Od maja 1969 I zastępca dowódcy Grupy Wojsk Radzieckich w Niemczech, od czerwca 1971 do lipca 1972 dowódca Bałtyckiego Okręgu Wojskowego, w latach 1972–1980 dowódca Moskiewskiego Okręgu Wojskowego, w latach 1980–1984 głównodowodzący wojskami Dalekiego Wschodu, pomiędzy 1984 a 1991 wiceminister obrony ZSRR, w latach 1984–1986 główny inspektor Ministerstwa Obrony ZSRR, w latach 1986–1991 szef Obrony Cywilnej ZSRR. W latach 1976–1981 zastępca członka, a 1981–1990 członek KC KPZR.
Deputowany do Rady Najwyższej ZSRR 8, 9, 10 i 11 kadencji.
Pochowany na moskiewskim Cmentarzu Nowodziewiczym.

## Odznaczenia
- Złota Gwiazda Bohatera Związku Radzieckiego (17 października 1984)
- Order Lenina (dwukrotnie - 1980 i 1984)
- Order Czerwonego Sztandaru (dwukrotnie - 1967 i 1972)
- Order Wojny Ojczyźnianej I klasy (1985)
- Order Wojny Ojczyźnianej II klasy (dwukrotnie w 1944)
- Order „Za zasługi dla Ojczyzny” III klasy (1999)
- Order Honoru (2004)
- Order Przyjaźni (1995)
- Order „Za służbę Ojczyźnie w Siłach Zbrojnych ZSRR” II klasy (1983)
- Order „Za służbę Ojczyźnie w Siłach Zbrojnych ZSRR” III klasy (1975)

Oraz medale ZSRR i wiele odznaczeń zagranicznych.